# لاین ایر

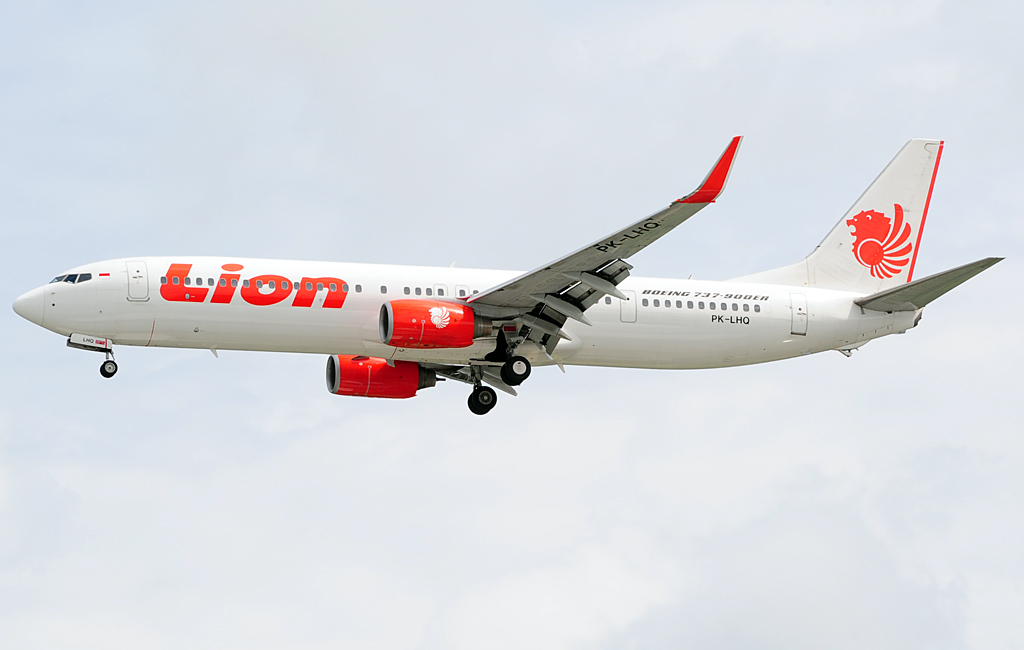
هواپیمای بوئینگ ۷۳۷ متعلق به لاین ایر

لایِن ایر (به انگلیسی: Lion Air) شرکت هواپیمایی ارزان‌قیمت اندونزیایی است، که در سال ۱۹۹۹ تأسیس شد و هم‌اکنون پس از شرکت گارودا ایندونزیا، دومین خطوط هوایی اندونزی به‌شمار می‌آید.
دفتر مرکزی شرکت لاین ایر در شهر جاکارتا، اندونزی قرار دارد و فرودگاه بین‌المللی سوئکارنو-هتا، فرودگاه بین‌المللی یواندا، فرودگاه هنگ نادیم و فرودگاه بین‌المللی سلطان حسن‌الدین، قطب‌های این شرکت هواپیمایی به‌شمار می‌آیند.
خطوط هوایی لاین ایر در حال حاضر روزانه به ۷۹ مقصد پروازهای مستقیم دارد و در ناوگان هوایی خود، دارای ۹۹ فروند هواپیمای جت مسافربری می‌باشد. شرکت لاین ایر در ماه مارس ۲۰۱۴ قراردادی به ارزش ۲۴ میلیارد دلار را برای خریداری ۲۳۴ فروند هواپیمای ایرباس ای۳۲۰ با شرکت ایرباس به امضا رسانید. این شرکت در سال ۲۰۱۱ نیز قراردادی به ارزش ۲۲٫۴ میلیارد دلار را برای دریافت ۲۳۰ فروند جت مسافربری، با بوئینگ منعقد نموده بود.

## سوانح
در ۲۹ اکتبر ۲۰۱۸ (۷ آبان ۱۳۹۷)، یک فروند هواپیمای ۷۳۷ مکس ۸ با کد رجیستر PK-LQP متعلق به این شرکت در دریای جاوه، اندونزی سقوط کرد. تمامی ۱۸۹ سرنشین این هواپیما که از جاکارتا عازم پانگ‌کال پینانگ، اندونزی را داشتند، در این حادثه جان باختند. این حادثه ۱۳ دقیقه پس از پرواز از فرودگاه بین‌المللی سوئکارنو-هتا رخ داد. هواپیمای حادثه دیده تنها ۲ ماه بود که در هواپیمایی لاین‌ایر پرواز می‌کرد.